# Pedra Picada (Toses)
La Pedra Picada és una muntanya de 2.010 metres que es troba entre els municipis de Castellar de n'Hug, a la comarca del Berguedà i de Toses, a la comarca catalana del Ripollès. Forma part de la Serra de Montgrony.